# برورا، نیو ساوت ولز
برورا (به انگلیسی: Berowra) یک حومه شهر در استرالیا است که در Hornsby Shire واقع شده‌است.